# Nagold
Nagold là một thị xã ở phía nam nước Đức, giáp với phía bắc rừng Đen. Đô thị này tọa lạc ở Landkreis Calw, bang Baden-Württemberg. Nagold nổi tiếng với phế tích lâu đài Hohen Nagold. Dân số thời điểm 31 tháng 12 năm 2020 là 22.672 người.